# Segle XXVIII aC
El segle XXVIII aC és un període de l'edat antiga marcat per l'adveniment de noves civilitzacions a l'Índia, la Mediterrània i el Pròxim Orient. Inclou els esdeveniments transcorreguts entre els anys 2800 aC i 2701 aC.

## Política
Mesopotàmia i Egipte van entrar en un període d'inestabilitat, perquè les seves dinasties no estaven assentades als nous territoris conquerits durant el segle anterior i s'havien d'enfrontar a contínues revoltes i incursions dels regnes veïns. Això no va ser obstacle perquè continuessin la seva expansió territorial, recolzada en els amplis recursos naturals i militars.
Va fundar-se la ciutat de Tir, que esdevindria una potència al Llevant. La civilització minoica va entrar en el període prepalacial, ja documentat per escrit, a diferència dels anteriors.

## Economia i societat
L'ús del coure i el bronze s'estenen per diversos territoris, augmentant-ne el comerç. Creta importa grans quantitats d'estany d'Egipte, amb qui comença un fluid intercanvi comercial i cultural. La divisió social en els pobles asiàtics s'incrementa, com s'observa per les diferents sepultures trobades a les grans ciutats.

## Invencions i descobriments
Segons la llegenda, el te es va inventar per aquestes dates a la Xina.

## Art, cultura i pensament
Va prosseguir l'edificació de Stonehenge i els seus cercles de pedra amb significat no del tot aclarit.
S'escriuen les Instruccions de Xuruppak, un llibre moral que serà una de les fonts de relats bíblics com els Deu Manaments o el Diluvi Universal (que estaria basat parcialment en una inundació que va ocórrer a la ciutat homònima, segons alguns estudiosos).